# سهرورد
سُهْرَوَرْد، بلدة قريبة من زَنْجان، في شمال غربي إيران، وهي منطقة ميديا القديمة. ذكرها كل من الإصطخري (ت 346 هـ)، وابن حوقل (ت بعد 367 هـ)، وياقوت الحموي (ت حوالي 626 هـ)، وأبو الفداء (ت 732 هـ) ضمن منطقة الجبال، ويشكل شرقي كردستان وجنوبيها حوالي ثلاثة أرباع منطقة الجبال، وتقع سهرورد غربي هذه المنطقة، وشمالي شهرزور، على تخوم إقليم كردستان العراق مع إيران. وقد ذكر ابن حوقل في كتابه (صورة الأرض، ص 314) أن سهرورد تشبه شهرزور من حيث «رغد العيش، وكثرة الرخص، وحسن المكان، وخصب الناحية، بحالة واسعة، وصورة رائعة، وقد غلب عليها الأكراد». يصل عدد سكانها إلى أكثر من 6318 نسمة.

## أعلام
- شهاب الدين عمر السهروردي
- أبو النجيب السهروردي
- السهروردي المقتول